# Geschinen
Geschinen is een plaats en voormalige gemeente in het Zwitserse kanton Wallis en maakt deel uit van het district Goms.
Tot 2004 was Geschinen een zelfstandige gemeente. Op 1 oktober 2004 ging het met de aangrenzende gemeente Münster samen tot de nieuwe gemeente Münster-Geschinen.

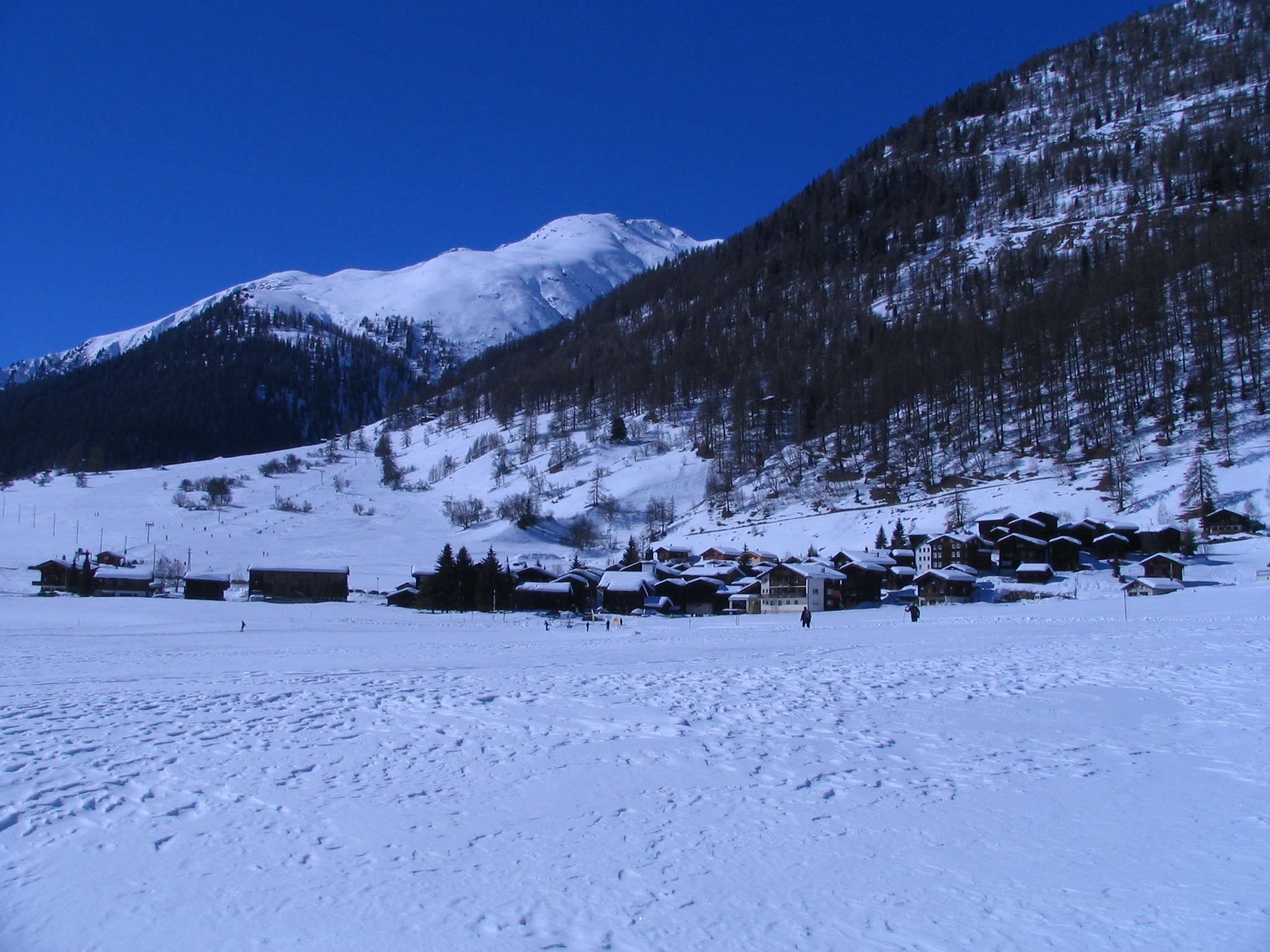
Geschinen

- Gemeinsame Normdatei: 4819196-6
- Historisch woordenboek van Zwitserland: 002689